# George Müller (Lithograf)
George Müller (eigentlich: Georg Conrad Ludwig Müller; * 29. Juni 1831 in Celle † im 19. oder 20. Jahrhundert) war ein deutscher Fotograf und Lithograf, der im 19. Jahrhundert insbesondere erkennungsdienstliche Fahndungsfotos im Auftrag der Polizeidirektion Hannover zu Lithografien umzeichnete.

## Leben

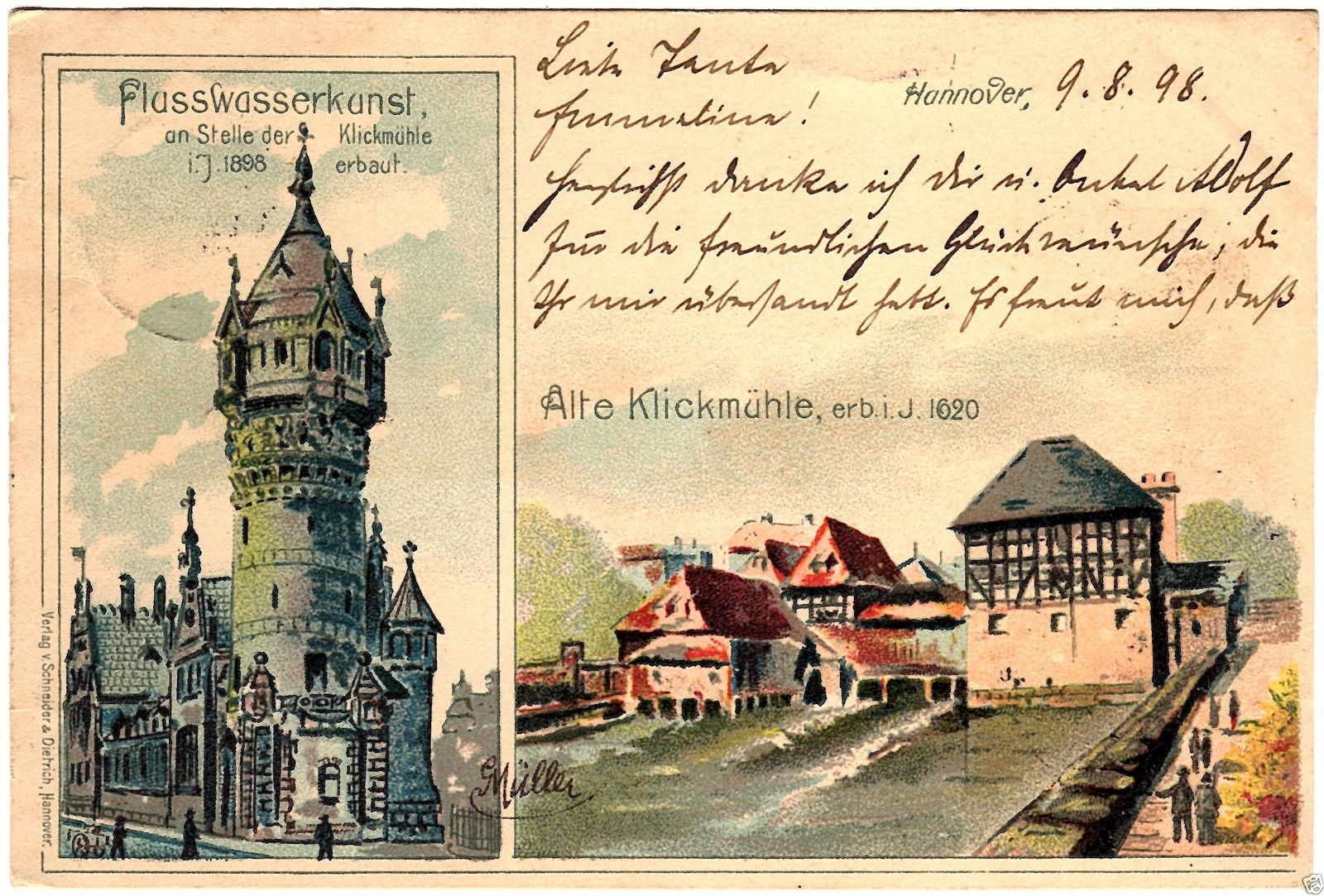
Vielfarb-Lithografie einer Ansichtskarte mit der Flusswasserkunst und der Klickmühle sowie der Künstlersignatur von Müller, um 1898

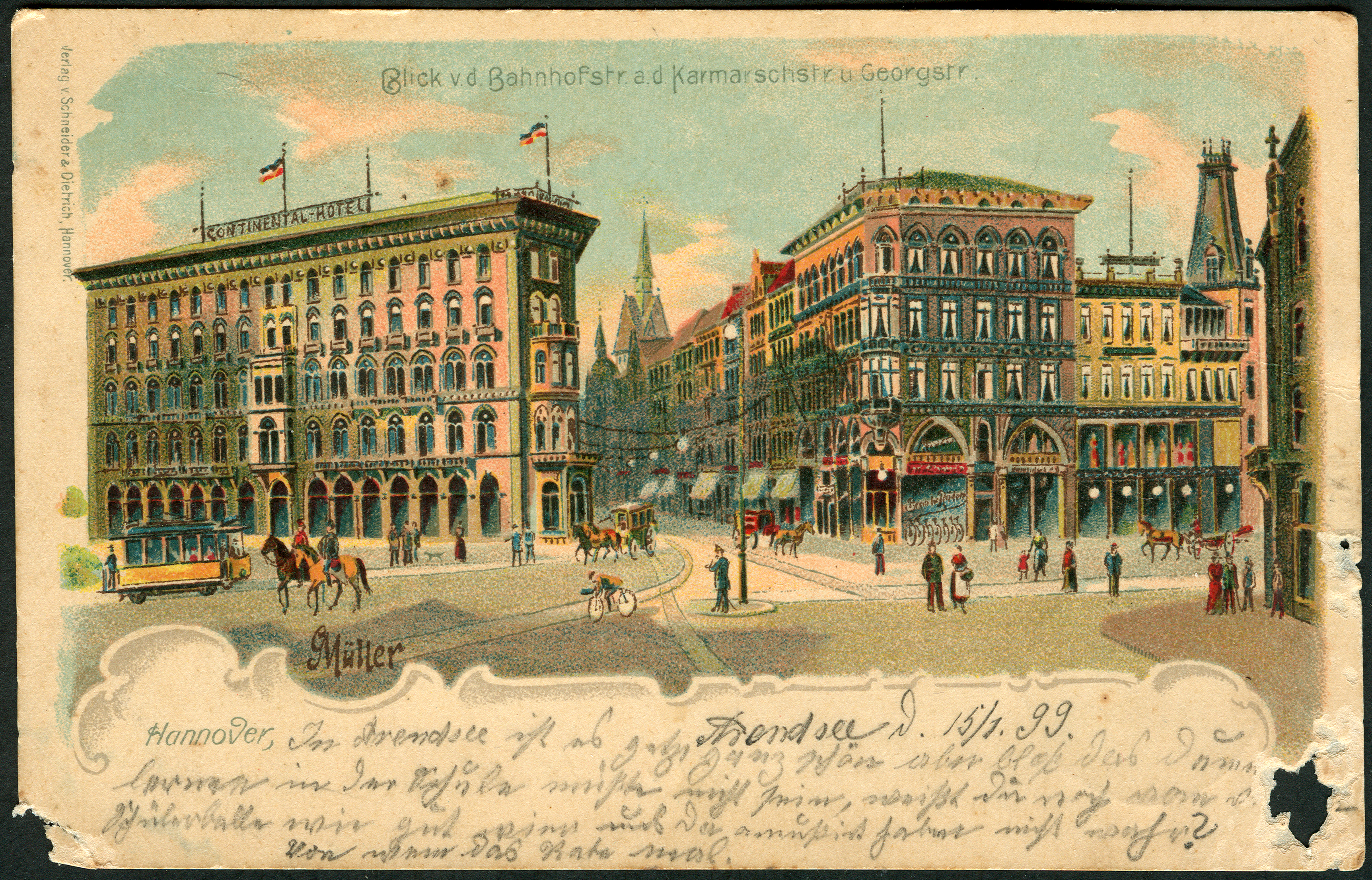
Lithografierte Ansichtskarte Müllers aus dem Verlag Schneider & Dietrich;
datiert und versandt Anfang 1899

George Müller war ein Sohn des in Celle tätigen Baders Müller sowie der jüngere Bruder des um 1857 in Hannover tätigen städtischen Chirurgen Müller. Als Georg Conrad Ludwig Müller wurde er 1831 zur Zeit des Königreichs Hannover und zu Beginn der Industrialisierung geboren. Möglicherweise kam Müller durch seinen älteren Bruder auf die Idee, Fotograf zu werden, und zog einige Zeit als Wanderfotograf in Ostfriesland umher. Zudem hatte er laut einem Bericht des Oberhof-Commissairs Teichmann wohl nur „[…] das Nothdürftigste in der lithografischen Anstalt des Herrn Ortling zu Celle erlernt“ und anschließend kurzzeitig in Braunschweig gearbeitet.

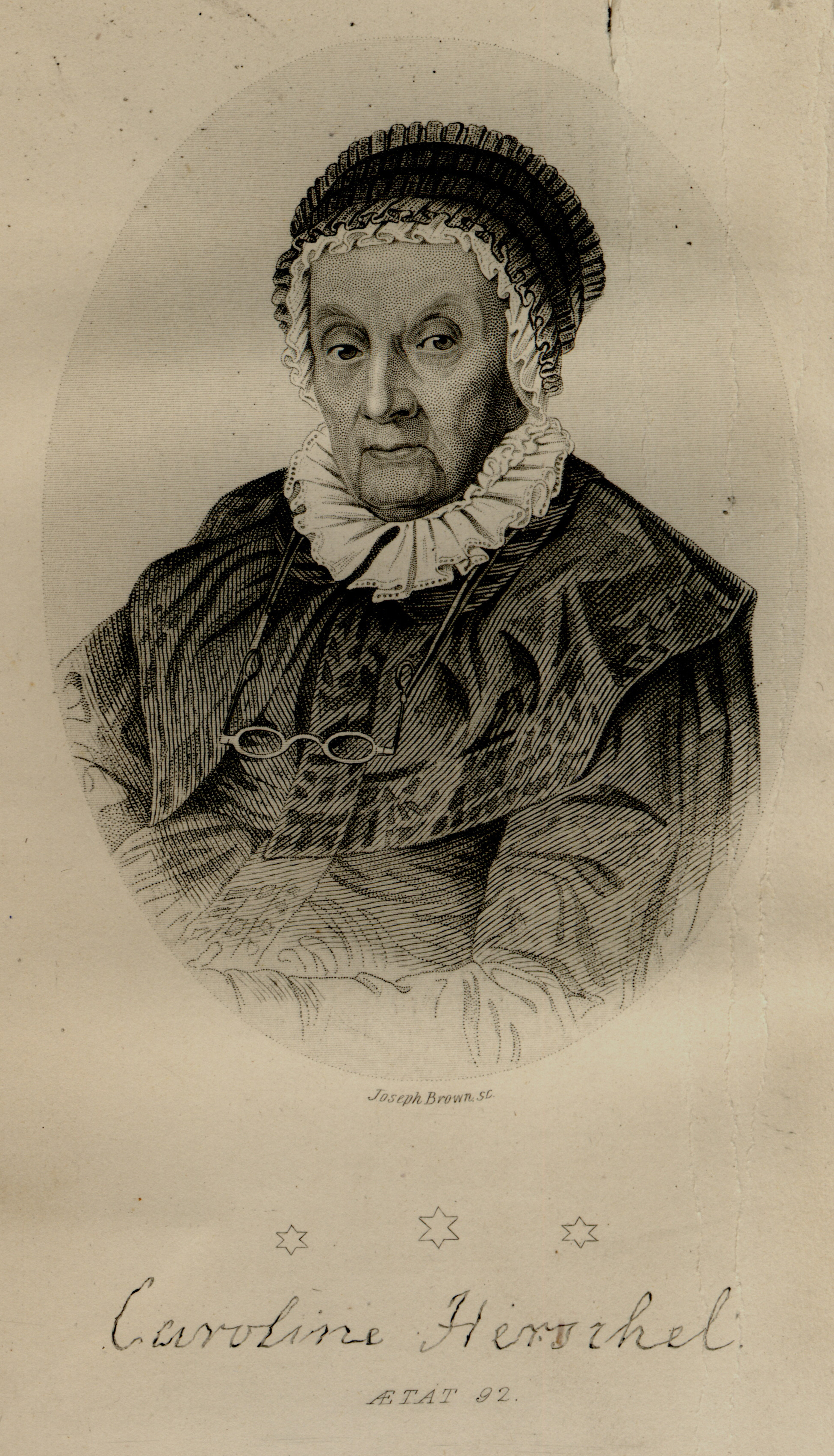
Die Astronomin Caroline Herschel im Alter von 92 Jahren; als Original-Lithografie von Müller ursprünglich 1848 ausgestellt im Kunstverein Hannover; hier als nachgemachte Lithografie-Kopie aus der Zeit um 1876 durch Joseph Brown

1847 ließ sich Müller, der seinen Vornamen Georg mittlerweile in die englische oder französische Schreibweise George umgewandelt hatte, als Lithograf in der Residenzstadt Hannover nieder. Spätestens 1850 tauchte er im Adressbuch der Stadt Hannover auf.
Am 26. November 1856 verfasste er einen ersten Bittbrief an den – blinden – König Georg V. von Hannover, in dem er seinen Landesherrn ersuchte, dieser möge ihm doch den Titel eines „[…] Hoflichtographen- und Photographen“ verleihen. Dem Brief beigelegt waren drei von Müller angefertigte Porträt-Lithografien mit Abbildungen der Astronomin Caroline Herschel, des Hofrats Georg Philipp Holscher sowie des Leibarztes Johann Georg Spangenberg. Nachdem zu Weihnachten desselben Jahres noch keine Antwort mit dem begehrten Titel eingetroffen war, fasste Müller am 10. Januar 1857 ungeduldig schriftlich nach, diesmal jedoch über den Umweg an die Adresse der Gräfin Grote, auf deren Urteil in Kunstfragen der König großen Wert legte. Dem Brief beigefügt waren diesmal zwei von Müller angefertigte Lithografien mit den Porträts der Freimaurer und Meister vom Stuhl Brandeis und Friedrich Krancke, wobei Müller geschickt einkalkulierte, dass Georg V. ebenfalls Mitglied einer Logenvereinigung war. Als Adresse gab der Absender, der selbst als Freimaurer-Bruder zeichnete, die Burgstraße 24 an.

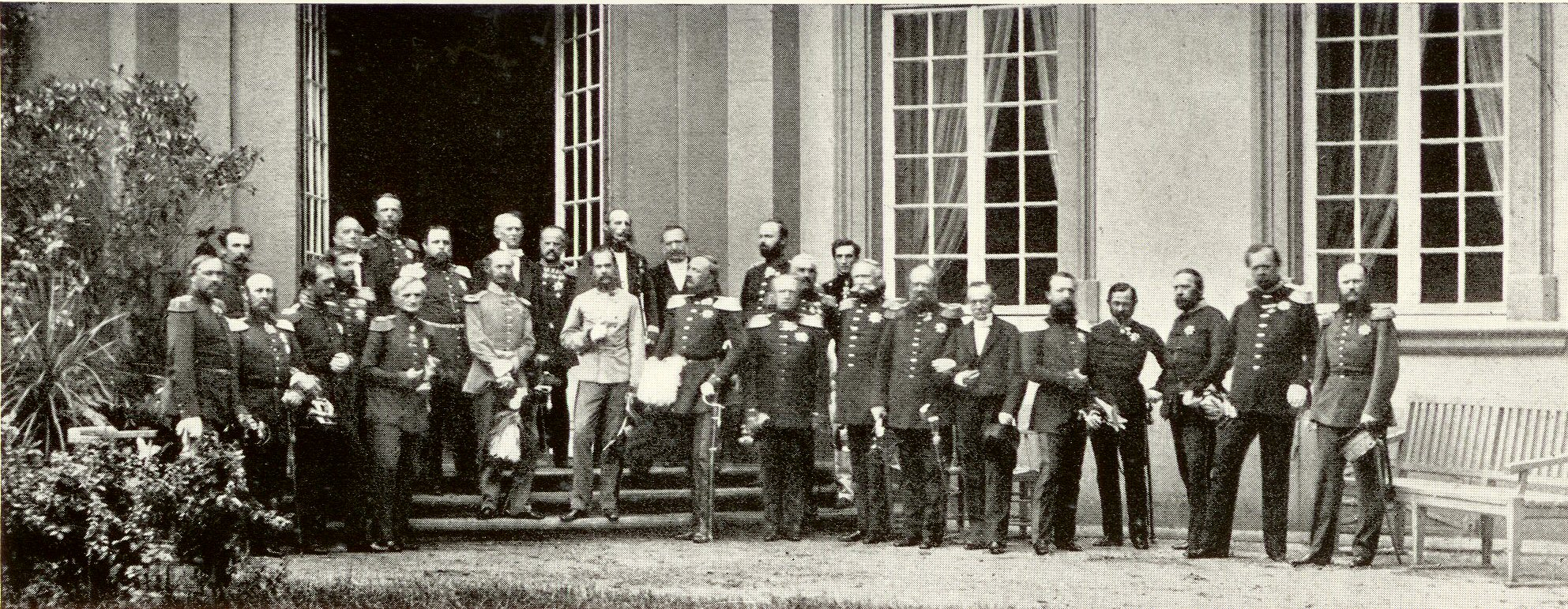
Abschlussfoto vom Frankfurter Fürstentag vom 1. September 1863 durch Joseph Albert; etwa in der Bildmitte mit dem Blick nach links oben der – blinde – König Georg V. von Hannover

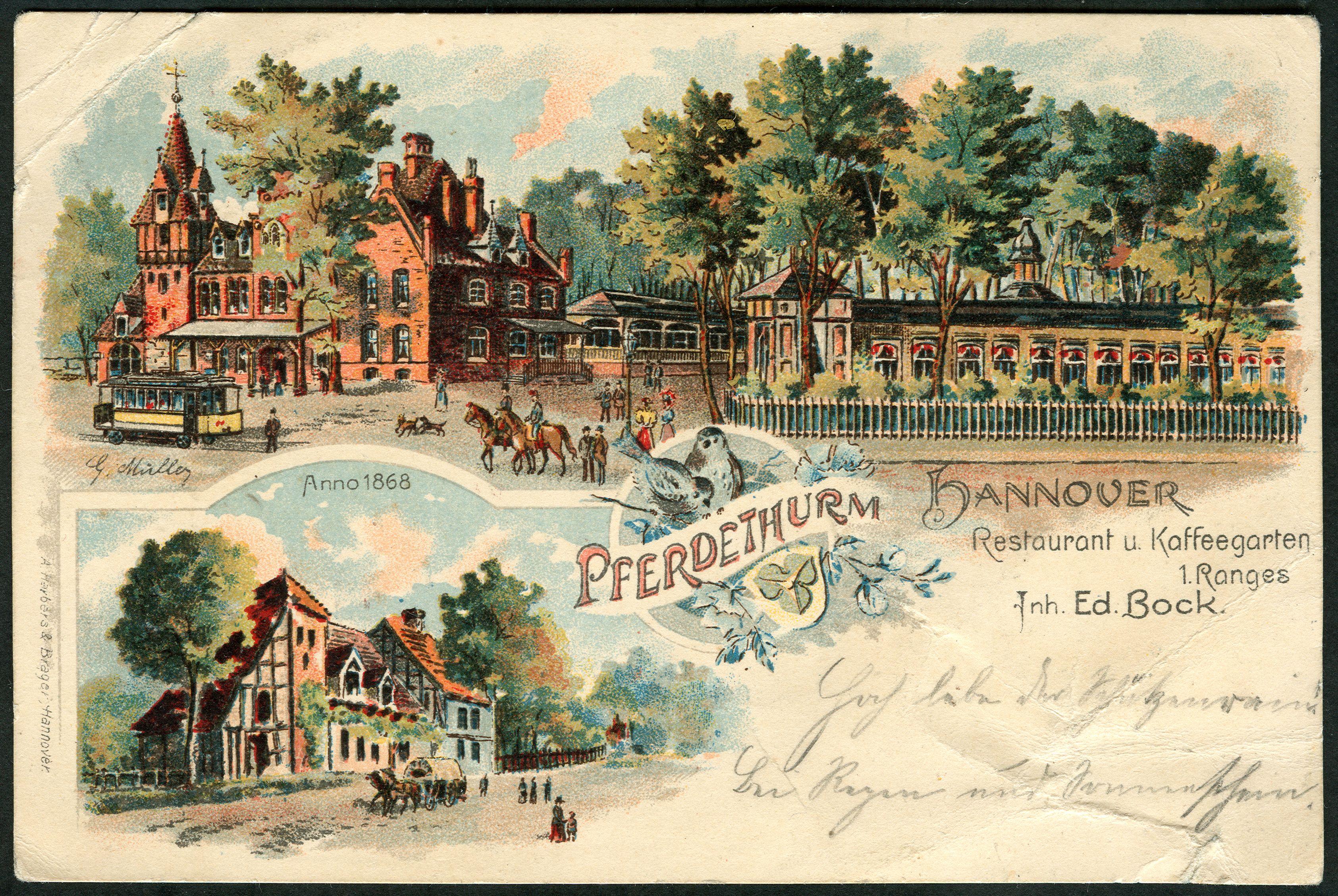
Ansichtskarte aus der Zeit um 1898 mit dem Pferdeturm und der Künstlersignatur Müllers, im unteren Bildfeld die historische Situation im Jahr 1868;
mehrfarbige Lithografie aus der Druckerei A. Harbers & Brager

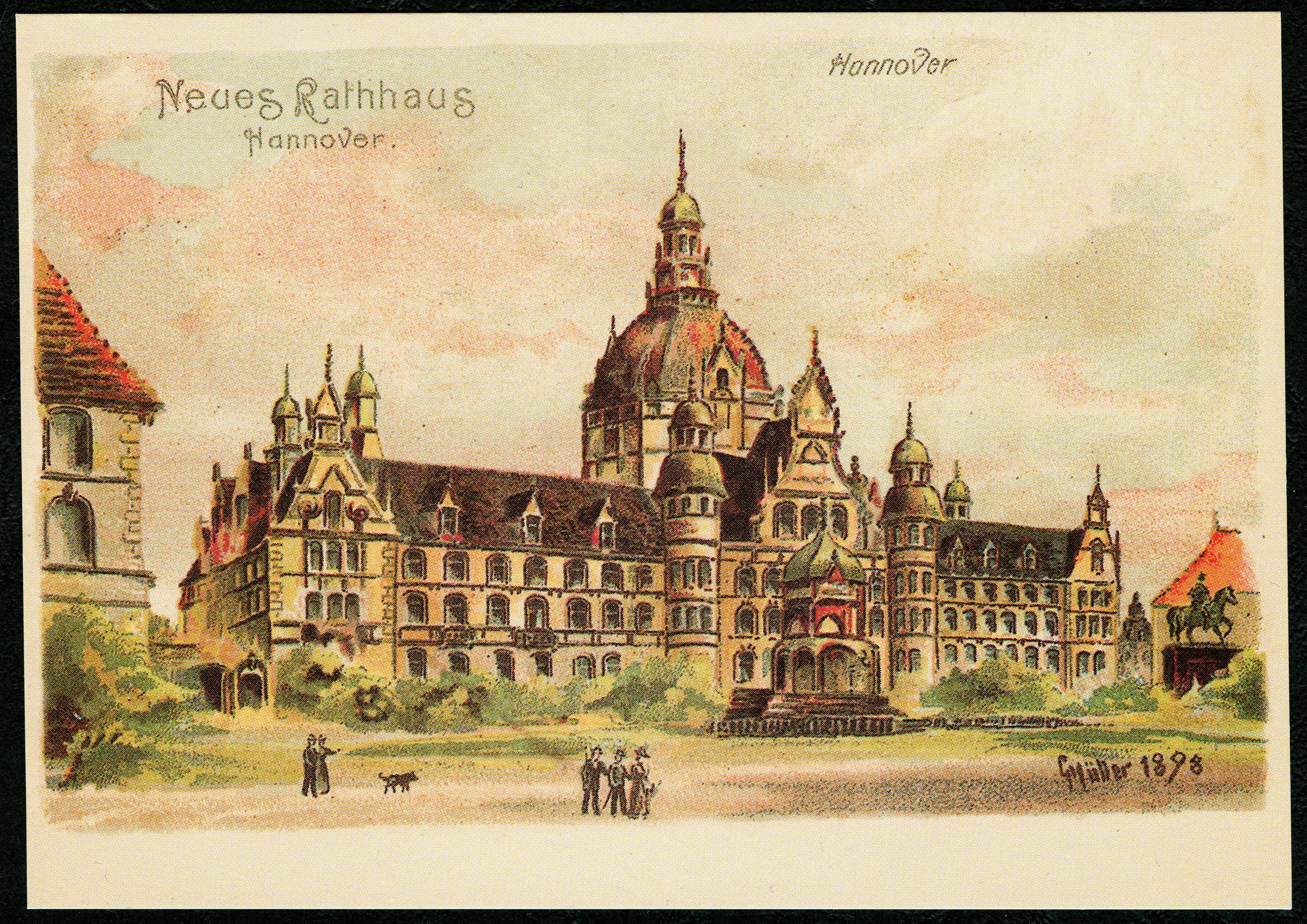
Künstlersignatur GMüller: Farbige Lithografie von 1898 mit einer Projektion des Neuen Rathauses in Hannover;
Reproduktion einer Ansichtskarte aus der Sammlung Wilkening, Druck: Freimann & Fuchs, um 1998

Ebenfalls 1857 verfasste Müller einen dritten Bittbrief, erhielt von Oberhofmarschall Carl Ernst von Malortie jedoch abschlägigen Bescheid mit dem Hinweis, Müller könne jedoch nochmals ein persönliches Gesuch an den König richten. Prompt verfasste George Müller am 28. April 1858 tatsächlich ein Schreiben an Georg V. mit Darstellung seiner inzwischen eingetretenen eigenen künstlerischen Fortschritte und dem unumwundenen Hinweis, die Verleihung des Titels eines Hoffotografen würde ihm, Müller, ein „[…] besseres Fortkommen“ begründen.
Tatsächlich legte der „[…] alleruntertänigste“ Müller Ende 1858 erneut einen Bittbrief „[…] zu Füßen des Thrones“ nieder, der ihm jedoch nicht den ersehnten und zu der Zeit am Hofe noch unbekannten Titel einbrachte. Möglicherweise war der blinde König dem neuen Bildmedium gegenüber noch unaufgeschlossen und ließ sich erst umstimmen, nachdem der bayerische König Maximilian II. Joseph auf dem Frankfurter Fürstentag die versammelten Potentaten am 1. September 1863 durch den bayerischen Hoffotografen Joseph Albert ablichten lassen hatte. Zurück in Hannover, ernannte Georg V. noch im selben Jahr seinen eigenen Hoffotografen, allerdings nicht George Müller, sondern Eugen Lulves.
Spätestens ab 1860 arbeitete George Müller für die Polizeidirektion Hannover, für deren „Verbrecheralbum“ er Lithografien nach zuvor angefertigten Fotografien schuf, ein vergleichsweise kostengünstiges Verfahren zur verlässlichen Vervielfältigung von Porträts für die Polizei und die Justiz.

## Archivalien
Archivalien von und über George Müller finden oder fanden sich beispielsweise
- im Besitz des Niedersächsischen Landeskriminalpolizeiamtes Hannover; dessen Sammlung im „Verbrecheralbum“ mit „Ur-Abbildungen“ sowohl als Fotografie und zum Teil mit dazugehöriger Lithografie gilt historisch insbesondere deshalb als besonders wertvoll, weil vor allem einfache, arme Menschen in der zweiten Hälfte des 19. Jahrhunderts dargestellt sind, von denen ansonsten aus Kostengründen kaum je eine Fotografie angefertigt worden wäre.[2]
- als mindestens vier Schriftstücke im Besitz des Niedersächsischen Landesarchivs (Standort Hannover)[2]